# Radek Zelenka
Il Dottor Radek Zelenka è un personaggio immaginario appartenente all'universo fantascientifico di Stargate. È interpretato dall'attore ceco David Nykl e doppiato in italiano da Oreste Baldini nella serie televisiva Stargate Atlantis. È un esperto conoscitore della tecnologia degli Antichi, secondo solo a Rodney McKay.

## Descrizione

### Stagione 1
Quando il Puddle Jumper della squadra di John Sheppard rimase bloccato in uno Stargate attivo, Zelenka iniziò a lavorare su un altro PJ per isolare i percorsi di controllo del motore in maniera che McKay potesse ritirare il motore bloccato.
In seguito il Dr. Zelenka lavorò con McKay per scoprire un modo di proteggere la città da un pericoloso uragano ma se ne andò prima che la città venisse presa da una squadra di assalto Genii.
Viene rivelato che Zelenka aveva ricevuto il gene ATA di Carson Beckett, ma apparentemente non funzionò.
Zelenka scoprì dei sensori nello spazio, e grazie a loro venne scoperta la presenza delle navi alveare Wraith che si stavano avvicinando ad Atlantis.

### Stagione 2

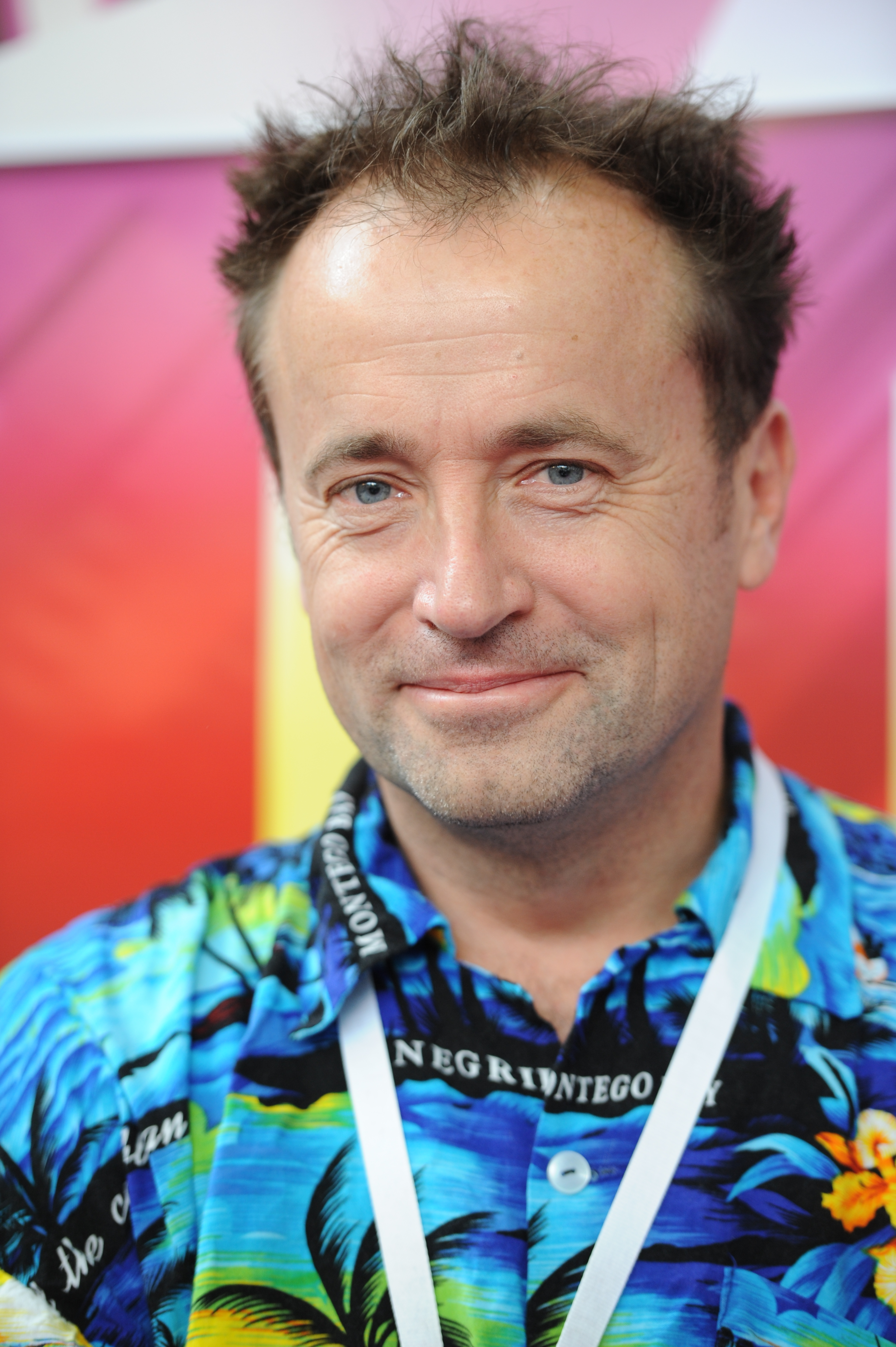
L'attore David Nykl interpreta il dottor Zelenka

Dopo essere arrivato con il Modulo Zero Point, Radek iniziò a controllare le operazioni nella stanza di controllo mentre Rodney McKay installò il Modulo per dare energia. In seguito aiutò Rodney a interfacciare i sistemi di mascheramento dei Puddle Jumpers con lo scudo, in modo da nascondere la città e a far credere ai Wraith che Atlantis si fosse autodistrutta. Quando Ford, assuefatto ad un enzima dei Wraith, scappò dall'infermeria, riuscì a stordire Zelenka e a rubare un Puddle Jumper.
Zelenka venne poi coinvolto in uno strano accaduto: McKay e Cadman erano rimasti bloccati in un dispositivo di teletrasporto. L'energia era sufficiente a permettere a solo uno dei due di rimaterializzarsi alla volta. Sheppard disse al dottore di estrarre McKay, ma Zelenka lo informò del fatto che non poteva sapere quale segno vitale corrispondesse a quello giusto. Sheppard scelse uno dei due, che si rivelò essere McKay, ma un malfunzionamento fece intrappolare la mente della Cadman nel corpo di McKay assieme alla sua. La squadra riprese il dardo Wraith per salvare Cadman, ma la pressione delle due menti in un solo cervello si rivelò troppa per Rodney, e Zelenka dovette dire a McKay di lasciarlo lavorare in pace andando via. Con una idea brillante di McKay, riuscirono a riportare la mente di Cadman nel suo corpo originale.
Lavorò al fianco di McKay nel tentativo di far funzionare il generatore di energia degli Antichi, il Progetto Arturus. Zelenka ritornò ad Atlantis, e scoprì il perché gli Antichi avevano abbandonato questa tecnologia. McKay rifiutò i suoi consigli all'inizio, ma dopo che il generatore esplose, decise di scusarsi con il dottore.
Mentre era in missione scoprì l'esistenza di una seconda nave alveare Wraith che stava procedendo verso Atlantis; probabilmente i Wraith avevano scoperto attraverso Michael che Atlantis non era stata distrutta.

### Stagione 3
Radek si trovava sulla astronave Orion con il Maggiore Lorne, quando iniziò il combattimento con una nave alveare Wrauth. Radek riuscì a reindirizzare l'energia alle armi permettendo alla nave di sparare; la Orion rimase comunque danneggiata in maniera seria e dovettero ritirarsi.
Alcune settimane dopo, Zelenka scoprì una nave alveare che si stava spostando verso la nave Odissey, la quale stava tentando di chiamare il Supergate Ori dalla Galassia Pegasus. Zelenka non riuscì ad avvisare la Odyssey a causa dell'interferenza causata da un buco nero, ma la Dottoressa Elizabeth Weir riuscì a trasmettere il messaggio attraverso lo Comando Stargate.

## Curiosità
- Inizialmente, David Nykl avrebbe dovuto interpretare un personaggio russo, ma giorni dopo scoprì che il personaggio era stato reso Ceco, come l'attore.
- Il personaggio sarebbe dovuto comparire solo nell'episodio "trentotto minuti"; in seguito venne presa la decisione di renderlo un personaggio semi-regolare.